# Echinogorgia flora
Echinogorgia flora är en korallart som beskrevs av Nutting 1910. Echinogorgia flora ingår i släktet Echinogorgia och familjen Plexauridae. Inga underarter finns listade i Catalogue of Life.